# Лос-Аламос
Лос-А́ламос (исп. Los Álamos «тополя») — населённый пункт и округ в штате Нью-Мексико. Населённый пункт не имеет статуса города или посёлка, но по переписи является статистически обособленной территорией (англ. Census Designated Places, CDP).
В Лос-Аламос входят собственно Лос-Аламос, или «холм», а также статистически обособленная местность Уайт-Рок. Обе части входят в одно поселение, но статистически (по цензу) разделены.
Округ и населённый пункт имеют общие учреждения управления. Окружной совет состоит из семи членов, избираемых на четыре года. Каждые два года четыре или три члена совета переизбираются населением. Совет выбирает председателя и его заместителя.

## География
Лос-Аламос расположен приблизительно в 56 км к северо-западу от столицы штата Санта-Фе. Со столицей Лос-Аламос связан современным шоссе. Высота над уровнем моря составляет 2231 метр. Площадь — 28,1 км². Имеется небольшой пруд Эшли (Ashley) в центральной части города.

## История
В Лос-Аламосе в 1942 для работ по Манхэттенскому проекту была создана Лос-Аламосская национальная лаборатория (англ. Los Alamos National Laboratory, LANL).

## Климат
| Показатель                    | Янв.  | Фев.  | Март  | Апр. | Май  | Июнь | Июль | Авг. | Сен. | Окт.  | Нояб. | Дек. | Год   |
| ----------------------------- | ----- | ----- | ----- | ---- | ---- | ---- | ---- | ---- | ---- | ----- | ----- | ---- | ----- |
| Абсолютный максимум, °C       | 18,3  | 20,5  | 23,3  | 26,6 | 33,8 | 35,0 | 35,0 | 33,3 | 34,4 | 28,8  | 22,2  | 20,5 | 35,0  |
| Средний суточный максимум, °C | 4,3   | 6,5   | 10,7  | 15,4 | 20,6 | 26,0 | 27,3 | 25,5 | 22,3 | 16,3  | 9,5   | 4,2  | 15,7  |
| Средняя температура, °C       | −1,4  | 0,5   | 4,1   | 8,2  | 13,2 | 18,3 | 20,1 | 18,7 | 15,4 | 9,5   | 3,2   | −1,4 | 9,0   |
| Средний суточный минимум, °C  | −7,2  | −5,5  | −2,5  | 1,0  | 5,9  | 10,7 | 12,8 | 11,9 | 8,5  | 2,7   | −2,9  | −7,1 | 2,3   |
| Абсолютный минимум, °C        | −27,7 | −27,2 | −19,4 | −15  | −5,5 | −2,2 | 2,7  | −0,5 | −5   | −14,4 | −25,5 | −25  | −27,7 |
| Норма осадков, мм             | 24    | 21    | 30    | 26   | 35   | 38   | 71   | 91   | 51   | 39    | 24    | 25   | 482   |
| Источник: NWS                 |       |       |       |      |      |      |      |      |      |       |       |      |       |

## Демография
Согласно статистике переписи населения на 2000 год в поселении насчитывалось 11 909 человек, 5110 домовладений и 3372 семьи. Плотность населения 423,4 человека на 1 км² (1096,2 на квадратную милю).
Расовый состав: 89,13 % белых, 0,44 % темнокожих, 0,56 % индейцев, 4,47 % азиатов, 0,04 % выходцев с тихоокеанских островов, 3,01 % других рас и 2,35 % двойной или более расы. Латиноамериканцы всех рас составляют 12,21 %.
Лос-Аламос имеет наилучший в штате показатель по уровню образования. 68,6 % населения старше 25 лет имеет первую ступень высшего образования (англ. associate degree), а 62,1 % — вторую ступень (степень бакалавра, англ. baccalaureate degree) или выше.
В 31,4 % домовладений жили дети младше 18 лет, в 56,4 % — совместно проживающие супружеские пары. В 6,5 % проживали незамужние женщины, в 34 % — несемейные владельцы. Средняя населённость домовладения — 2,31, средний размер семьи — 2,89 человек.
Возрастная пирамида поселения:
- младше 18 лет — 24,8 %
- от 18 до 24 — 4,8 %
- от 25 до 44 — 29,2 %
- от 45 до 64 — 28,2 %
- старше 65 — 12,9 %

Средний возраст населения — 40 лет. На 100 женщин всех возрастов приходилось 101,3 мужчин, а на 100 женщин старше 18 лет приходилось 100,1 мужчин старше 18 лет.
Средний годовой доход на одно домовладение составлял 71 536 долларов США, средний доход на одну семью — 86 876 долларов. Мужчины имели средний доход 65 638 долларов, а женщины — 39 352 доллара. Душевой доход составлял 34 240 долларов. Примерно 2,4 % семей и 3,6 % населения жили ниже уровня бедности. Ниже уровня бедности жили 2,6 % людей младше 18 лет и 5,3 % старше 65.
Средняя степень занятости жилья составляла 71,5 %. Во время Манхэттенского проекта поселение было закрытым, первый дом был продан в частное владение правительством США в 1965 Вильяму Овертону (англ. William Overton).

## Образование
В Лос-Аламосе расположена публичная окружная средняя школа Los Alamos High School. До начала работ по Манхэттенскому проекту в этом месте располагалась Los Alamos Ranch School.

## Города-побратимы
Саров (Россия, с 1993 года)